# Bogołomia
Bogołomia – wieś w Polsce położona w województwie kujawsko-pomorskim, w powiecie włocławskim, w gminie Chodecz, w pobliżu jeziora Chodeckiego i Kromszewskiego.
W latach 1975–1998 miejscowość administracyjnie należała do województwa włocławskiego.